# 美国博物馆联盟
美国博物馆联盟（英語：American Alliance of Museums），旧称美国博物馆协会，是一个美国博物馆组织。

## 历史

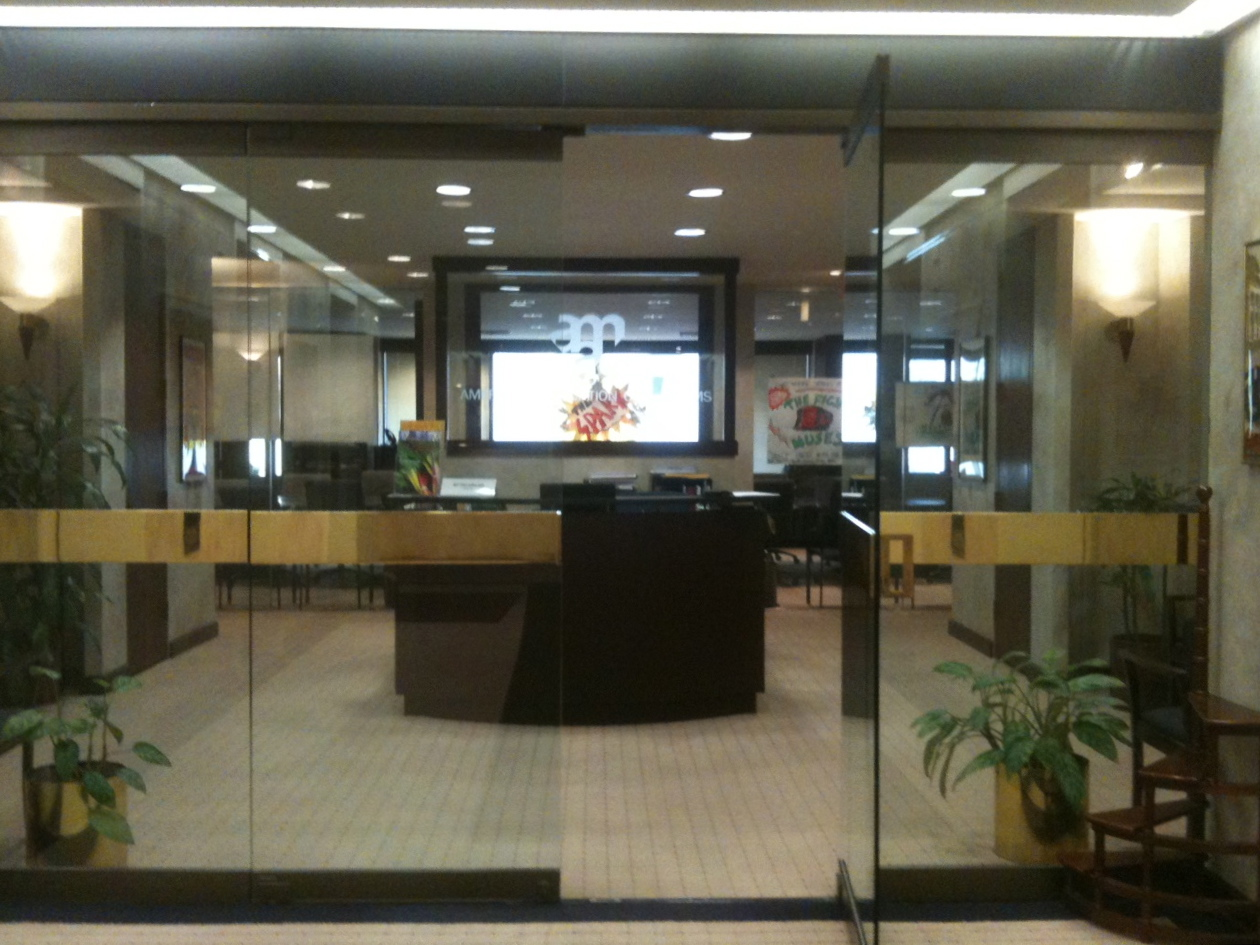
组织总部

美国博物馆联盟于1906年成立，1923年组织总部設置于美国华盛顿哥伦比亚特区，旨在提供美国博物馆的行业标准，提高博物馆社群理念，收集和发布博物馆相关讯息，並會定期每年召開會員大會及展覽會。
博物馆联盟实行注册制，累计注册有35,000名成员，其中包括博物馆馆长，策展人，教育家，展览设计师，公关人士，安保人士，志愿者等。
博物馆联盟下屬的媒體與科技委員會在1989年設立繆思獎（Muse Awards），表彰畫廊、圖書館、檔案館和博物館等在運用媒體和互動上的創新與成就。歷年得獎者包括台灣國立故宮博物院與香港城市大學合作的「動物藝想－故宮新媒體暨藝術展」等。